# Папуа — Новая Гвинея на летних Олимпийских играх 2016
Папуа — Новая Гвинея на летних Олимпийских играх 2016 года была представлена 8-ю спортсменами в 6-ти видах спорта. Медалей завоевать не удалось.

## Состав сборной
Бокс
1. Тадиус Катуа

 Дзюдо
1. Реймонд Овину

 Лёгкая атлетика
1. Тио Пиньяу
2. Тоэа Висил

 Плавание
1. Райан Пайни

 Тхэквондо
1. Максмиллион Кассман
2. Саманта Кассман

 Тяжёлая атлетика
1. Мореа Бару

## Результаты соревнований

### Бокс
Квоты, завоёванные спортсменами являются именными. Если от одной страны путёвки на Игры завоюют два и более спортсмена, то право выбора боксёра предоставляется национальному Олимпийскому комитету. Соревнования по боксу проходят по системе плей-офф. Для победы в олимпийском турнире боксёру необходимо одержать либо четыре, либо пять побед в зависимости от жеребьёвки соревнований. Оба спортсмена, проигравшие в полуфинальных поединках, становятся обладателями бронзовых наград.
Мужчины
| Категория | Спортсмены   | Первый раунд            | Второй раунд         | Четвертьфинал        | Полуфинал            | Финал                | Место                |
| Категория | Спортсмены   | Соперник Результат      | Соперник Результат   | Соперник Результат   | Соперник Результат   | Соперник Результат   | Место                |
| --------- | ------------ | ----------------------- | -------------------- | -------------------- | -------------------- | -------------------- | -------------------- |
| до 60 кг  | Тадиус Катуа | RUSА. Абдурашидов П 0:3 | Завершил выступление | Завершил выступление | Завершил выступление | Завершил выступление | Завершил выступление |

### Водные виды спорта

#### Плавание
В следующий раунд на каждой дистанции проходят спортсмены, показавшие лучший результат, независимо от места, занятого в своём заплыве.
Мужчины
| Дистанция              | Спортсмены  | Предварительный раунд | Предварительный раунд | Предварительный раунд | Полуфинал            | Полуфинал            | Полуфинал            | Финал                | Финал                |
| Дистанция              | Спортсмены  | Заплыв                | Результат             | Место                 | Заплыв               | Результат            | Место                | Результат            | Место                |
| ---------------------- | ----------- | --------------------- | --------------------- | --------------------- | -------------------- | -------------------- | -------------------- | -------------------- | -------------------- |
| 100 метров баттерфляем | Райан Пайни | 2                     | 53,24                 | 30                    | Завершил выступление | Завершил выступление | Завершил выступление | Завершил выступление | Завершил выступление |

### Дзюдо
Соревнования по дзюдо проводились по системе с выбыванием. В утешительные раунды попадали спортсмены, проигравшие полуфиналистам турнира. Два спортсмена, одержавших победу в утешительном раунде, в поединке за бронзу сражались с дзюдоистами, проигравшими в полуфинале.
Мужчины
| Категория | Спортсмены    | 1/32 финала           | 1/16 финала          | 1/8 финала           | Четвертьфинал        | Полуфинал            | Финал                | Место |
| Категория | Спортсмены    | Соперник Результат    | Соперник Результат   | Соперник Результат   | Соперник Результат   | Соперник Результат   | Соперник Результат   | Место |
| --------- | ------------- | --------------------- | -------------------- | -------------------- | -------------------- | -------------------- | -------------------- | ----- |
| до 66 кг  | Реймонд Овину | CANА. Бушар П 000:100 | Завершил выступление | Завершил выступление | Завершил выступление | Завершил выступление | Завершил выступление | 33    |

### Лёгкая атлетика
Мужчины
Беговые дисциплины
| Дисциплина        | Спортсмен  | Предварительный раунд | Предварительный раунд | Предварительный раунд | Четвертьфиналы | Четвертьфиналы | Четвертьфиналы | Полуфиналы           | Полуфиналы           | Полуфиналы           | Финал                | Финал                |
| Дисциплина        | Спортсмен  | Забег                 | Время                 | Место                 | Забег          | Время          | Место          | Забег                | Время                | Место                | Время                | Место                |
| ----------------- | ---------- | --------------------- | --------------------- | --------------------- | -------------- | -------------- | -------------- | -------------------- | -------------------- | -------------------- | -------------------- | -------------------- |
| бег на 200 метров | Тио Пиньяу | Не проводится         | Не проводится         | Не проводится         | 8              | 22,14          | 8              | Завершил выступление | Завершил выступление | Завершил выступление | Завершил выступление | Завершил выступление |

Женщины
Беговые дисциплины
| Дисциплина        | Спортсмен  | Предварительный раунд | Предварительный раунд | Предварительный раунд | Четвертьфиналы | Четвертьфиналы | Четвертьфиналы | Полуфиналы            | Полуфиналы            | Полуфиналы            | Финал                 | Финал                 |
| Дисциплина        | Спортсмен  | Забег                 | Время                 | Место                 | Забег          | Время          | Место          | Забег                 | Время                 | Место                 | Время                 | Место                 |
| ----------------- | ---------- | --------------------- | --------------------- | --------------------- | -------------- | -------------- | -------------- | --------------------- | --------------------- | --------------------- | --------------------- | --------------------- |
| бег на 100 метров | Тоэа Висил | Не участвовала        | Не участвовала        | Не участвовала        | 7              | 11,48          | 4              | Завершила выступление | Завершила выступление | Завершила выступление | Завершила выступление | Завершила выступление |

### Тхэквондо
Соревнования по тхэквондо проходят по системе с выбыванием. Для победы в турнире спортсмену необходимо одержать 4 победы. Тхэквондисты, проигравшие по ходу соревнований будущим финалистам, принимают участие в утешительном турнире за две бронзовые медали.
Мужчины
| Категория | Спортсмены          | Первый раунд       | Четвертьфинал        | Полуфинал            | Финал                | Место |
| Категория | Спортсмены          | Соперник Результат | Соперник Результат   | Соперник Результат   | Соперник Результат   | Место |
| --------- | ------------------- | ------------------ | -------------------- | -------------------- | -------------------- | ----- |
| до 68 кг  | Максмиллион Кассман | BELЖ. Ашаб П 1:15  | Завершил выступление | Завершил выступление | Завершил выступление | 11    |

Женщины
| Категория   | Спортсмены      | Первый раунд        | Четвертьфинал         | Полуфинал             | Финал                 | Место |
| Категория   | Спортсмены      | Соперник Результат  | Соперник Результат    | Соперник Результат    | Соперник Результат    | Место |
| ----------- | --------------- | ------------------- | --------------------- | --------------------- | --------------------- | ----- |
| свыше 67 кг | Саманта Кассман | GBRБ. Уокден П 1:14 | Завершила выступление | Завершила выступление | Завершила выступление | 11    |

### Тяжёлая атлетика
Каждый НОК самостоятельно выбирает категорию в которой выступит её тяжелоатлет. В рамках соревнований проводятся два упражнения — рывок и толчок. В каждом из упражнений спортсмену даётся 3 попытки. Победитель определяется по сумме двух упражнений. При равенстве результатов победа присуждается спортсмену, с меньшим собственным весом.
Мужчины
| Категория | Спортсмены | Вес   | Рывок | Рывок | Рывок | Толчок | Толчок | Толчок | Всего | Место |
| Категория | Спортсмены | Вес   | 1     | 2     | 3     | 1      | 2      | 3      | Всего | Место |
| --------- | ---------- | ----- | ----- | ----- | ----- | ------ | ------ | ------ | ----- | ----- |
| до 62 кг  | Мореа Бару | 61,72 | 122   | 126   | 129   | 159    | 164    | 168    | 290   | 6     |